# Zorodictyna inhonesta
Zorodictyna inhonesta is een spinnensoort uit de familie Udubidae. De soort komt voor in Madagaskar.